# Agriocnemis dobsoni
Agriocnemis dobsoni är en trollsländeart som beskrevs av Fraser 1954. Agriocnemis dobsoni ingår i släktet Agriocnemis och familjen dammflicksländor. IUCN kategoriserar arten globalt som otillräckligt studerad. Inga underarter finns listade i Catalogue of Life.